# 京成3700型電力動車組
京成3700型電车是京成电铁的通勤型列车，于1991年3月19日开始运营。

## 概要
1991年3月19日，往成田機場方向的北总开发铁道（现北总铁道）北总・公團线（当时）第二期通车，本型號列車同時投入服務。同時亦支持直通運行到都营地铁浅草线、京濱急行電鐵各路線和北总线。此外，同时制造的北总7300形虽然颜色和标记不同，但设计几乎相同。